# Georgia Railroad and Banking Company
Le Georgia Railroad and Banking Company (sigle AAR: GA) était une ancienne compagnie bancaire et de chemin de fer américain de classe I qui opéra dans l'État américain de Géorgie.

## Histoire

### Création et activité ferroviaire

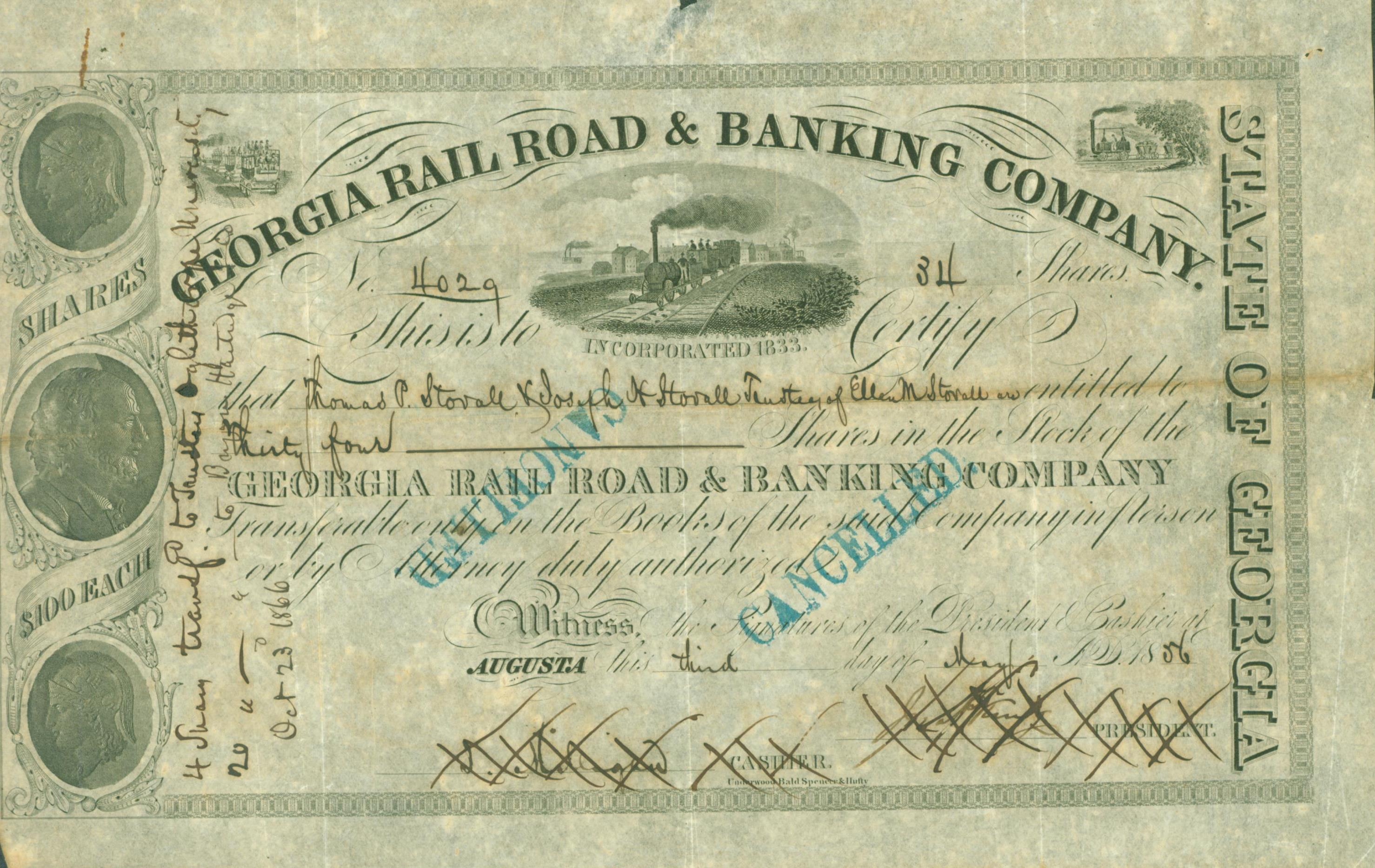
Action du Georgia Rail Road & Banking Company en date du 3 Mars 1856

Il fut créé en 1833 à Augusta. En 1835, son nom fut modifié pour inclure le mot banking. À l'origine la ligne devait construire une ligne entre Augusta et Athens avec un embranchement vers Madison. La ligne, dont l'ingénieur en chef était J. Edgar Thomson, et le directeur Richard Peters, ouvrit en 1845. À cette époque le coût était de 5¢  par mile par passager et de 50¢ pour 100 miles pour le fret.
Plusieurs autres chemins de fer étaient en construction à cette période : le Western and Atlantic Railroad fut créé pour construire une portion de 11 km entre Atlanta (appelé autrefois Terminus) situé au sud de la rivière Chattahoochee et Chattanooga,Tennessee (appelé autrefois Ross Landing) ; le South Carolina Railroad construisait une ligne entre Charleston, Caroline du Sud et North Augusta, Caroline du Sud (appelé autrefois Hamburg) ; le Memphis and Charleston Railroad posait une ligne entre Memphis, Tennessee et Chattanooga ; et le Nashville and Chattanooga Railroad et le Louisville and Nashville Railroad construisaient deux lignes rivales pour relier Louisville et Nashville, Tennessee. 
Le Georgia Railroad décida de prolonger le Madison branch jusqu'à Terminus (Atlanta) et de concurrencer ainsi le Central Railroad and Banking Company of Georgia (qui deviendra plus tard le Central of Georgia Railway). Ces deux compagnies ainsi que le Macon and Western Railroad, étaient en compétition pour le trafic généré par le port de Savannah, Géorgie, lequel rivalisait avec le port de Charleston. Le GA avait construit 343 km de voie en 1850, et plus de 373 en 1860. En ce temps, les biens en provenance des vallées du Mississippi et de l'Ohio, devaient descendre par bateaux jusqu'à La Nouvelle-Orléans, Louisiane, puis être acheminés par caboteurs à vapeur le long des îles Keys avant de remonter vers les grands centres de population du nord-est. Le transport terrestre par les rails directement vers les ports de Charleston et de Savannah, Géorgie était d'une logique économique parfaite. 

### La banque auXIXesiècle
L'activité bancaire de cette compagnie fut rapidement plus profitable que l'activité ferroviaire. Le Georgia Railroad and Banking Company fut probablement la banque la plus puissante de Géorgie durant de nombreuses années. Les banquiers utilisèrent leurs fortunes pour prendre le contrôle de l'Atlanta and West Point Railroad et du Western Railway of Alabama, ce qui permit d'avoir une ligne continue entre Atlanta et Montgomery, Alabama. Cependant seul le Western Railway of Alabama avait un écartement standard, les autres lignes du sud avaient un écartement plus large. 

### La guerre civile
Durant la guerre civile américaine, les Confédérés disposaient d'une usine de poudre à fusils à Augusta. Les chargements de poudre pouvaient être transportés par le Georgia Railroad vers les divers champs de bataille au cours de la "Campagne de l'Ouest".
Bien que la guerre de Sécession causa de lourds dommages aux chemins de fer tels que le Georgia Railroad, la direction utilisa ses importantes ressources pour relancer son exploitation aussi vite que possible. Le Georgia restaura même l'embranchement Athens branch, temporairement abandonné, afin de lui permettre de sécuriser sa ligne principale avant sa réouverture. La compagnie offrait aux soldats confédérés le voyage de retour vers leurs foyers, lorsque l'état du réseau le permettait. 
La compagnie honora tous les contrats que les Confédérés avaient pris dans sa banque. Aucun dépositaire ne perdit de l'argent. La Georgia Railroad and Banking Company avait la puissance financière suffisante pour tenir ses promesses. Alors que dans le même temps, la plupart des banques du sud refusaient d'honorer leurs obligations relative aux comptes des Confédérés. Cela contribua à renforcer la réputation de la banque, considérée comme une des meilleures banques du sud-est des États-Unis, et ce jusqu'au XXe siècle.

### Les manœuvres à la fin duXIXesiècle
Tandis que le Western Railway of Alabama prenait le contrôle d'Atlanta and West Point Railroad en 1870, le Georgia parvint en 1875 à les contrôler tous les deux. Une gestion commune fut mise en place  sous la bannière commerciale de West Point Route. En 1881, le West Point Route fut loué conjointement par le Central Railroad and Banking Company of Georgia et le Louisville and Nashville Railroad (L&N). Mais à la suite de la panique de 1897, le Central of Georgia fut mis en redressement judiciaire et sa location du West Point Route expira. Ce fut l'Atlantic Coast Line Railroad (ACL) qui le remplaça aux côtés du L&N.  

### La première moitié duXXesiècle
L'ACL, réussissant à prendre le contrôle du L&N en 1902, se retrouvait à la tête des 4 filiales suivantes : le Louisville and Nashville et le West Point Route (constitué du Georgia Railroad, de l'Atlanta and West Point railroad et du Western Railway of Alabama). 
Avec la construction du Savannah and Atlanta Railroad qui se reliait au Georgia Railroad à Warrenton (Georgia), le Georgia était en mesure de concurrencer le Central of Georgia Railroad pour le trafic vers et hors Savannah, Géorgie. Cependant, l'ACL arriva à dominer rapidement les échanges de marchandises sur Augusta, grâce à sa filiale le Charleston and West Carolina Railroad, et à un embranchement de l'ACL qui partait de Florence, Géorgie, située sur sa ligne principale. Ainsi le Georgia Railroad pouvait concurrencer le Seaboard and Southern Railroad pour le trafic entre Atlanta et l'est du Seaboard. 
À cause de son obligation légale d'assurer des trains de voyageurs tous les jours de la semaine sauf le dimanche, le Georgia fut probablement l'un des derniers chemins de fer à exploiter des trains mixtes jusqu'à l'aire de l'Amtrak.

### La seconde moitié duXXesiècleet le CSX
En 1967 l'ACL fusionna avec son rival le Seaboard Air Line Railroad pour former le Seaboard Coast Line Railroad (SCL). En 1972, le SCL, le Louisville and Nashville Railroad et le Clinchfield Railroad fusionnèrent pour constituer le Family Lines System. Mais au sein de cette structure, les compagnies du West Point Route (Georgia Railroad, Atlanta and West Point Railroad et Western Railway of Alabama) restèrent indépendantes. Ce dispositif dura jusqu'en 1983, où la fusion de SCL et de L&N intégra le West Point Route pour donner naissance à Seaboard System Railroad (SBD). Lequel fusionna en 1986 avec Chessie System pour former CSX Transportation.

### La banque auxXXeetXXIesiècles
La compagnie fut rebaptisée Georgia Railroad Bank en devenant filiale du First Railroad and Banking Company, laquelle ouvrit des banques à Atlanta sous le nom de First Georgia Bank. 
Le Georgia Railroad Bank se lança dans l'assurance avec sa filiale First of Georgia. Plus tard sa vente permit de réaliser une énorme plus-value pour la banque. L'activité bancaire du Georgia fusionna avec le First Union en 1986, avant de fusionner à nouveau avec Wachovia Corporation. De nos jours le Georgia Railroad and Banking Company travaille dans l'immobilier et contrôle de nombreuses propriétés le long de ses voies ferrées d'origine.